# روي إنوود
روي إنوود (بالإنجليزية: Roy Inwood)‏ (و. 1890 – 1971 م) هو عسكري أسترالي، ولد في North Adelaide ‏، توفي في St Peters, South Australia ‏، عن عمر يناهز 81 عاماً.

## الخدمة العسكرية
خدم في جيش أستراليا.

## جوائز
حصل على جوائز منها:
صليب فيكتوريا